# Xã Highland, Quận Gage, Nebraska
Xã Highland (tiếng Anh: Highland Township) là một xã thuộc quận Gage, tiểu bang Nebraska, Hoa Kỳ. Năm 2010, dân số của xã này là 852 người.